# Amygdaléa (Larissa)
Amygdaléa, en grec moderne : Αμυγδαλέα, est un village du dème de Larissa, district régional du même nom, en Thessalie, Grèce.
Selon le recensement de 2011, la population du village s'élève à 220 habitants.